# Collotheca heptabrachiata
Collotheca heptabrachiata är en hjuldjursart som först beskrevs av Schoch 1869.  Collotheca heptabrachiata ingår i släktet Collotheca och familjen Collothecidae. Arten är reproducerande i Sverige. Inga underarter finns listade i Catalogue of Life.